# Braziliaans olympisch voetbalelftal (mannen)
Het Braziliaans olympisch voetbalelftal (Brazilië onder 23) is de voetbalploeg die Brazilië vertegenwoordigt op het mannentoernooi van de Olympische Spelen en de Pan-Amerikaanse Spelen.

## 1952-1988: Braziliaans olympisch elftal
In 1952 namen Braziliaanse amateurs voor het eerst deel aan het olympisch voetbaltoernooi, waar in de kwartfinale na verlenging van Duitsland werd verloren. Van 1960 tot 1972 werd vier keer op rij de groepsfase niet overleefd, waarna in 1976 een vierde plaats werd bereikt.
In de jaren 70 begon het IOC het amateurprincipe langzaamaan los te laten. Vanaf 1984 mochten ook niet-amateurs deelnemen, met voor Europa en Zuid-Amerika de beperking dat spelers die één of meerdere volledige WK-wedstrijden (incl. kwalificatiewedstrijden) hadden gespeeld niet meer speelgerechtigd waren. De Braziliaanse voetbalbond richtte een speciaal olympisch elftal op, waarvoor spelers als Romário, Dunga, Bebeto en Cláudio Taffarel werden geselecteerd. Zowel in 1984 als 1988 werd de finale gehaald, waarin van respectievelijk Frankrijk en de Sovjet-Unie werd verloren.

## Sinds 1992: Braziliaans elftal onder 23
Sinds de kwalificatie voor de Olympische Spelen 1992 geldt voor mannen dat ze maximaal 23 jaar mogen zijn (met 1 januari van het olympisch jaar als peildatum). In 1996 en 2008 werd de bronzen medaille gewonnen, in 2012 de zilveren.
In 2016 en 2020 werd er goud behaald.

## Andere toernooien
Het Braziliaans olympisch elftal vertegenwoordigt Brazilië ook op de Pan-Amerikaanse Spelen, die in 1963, 1975 (gedeeld met Mexico), 1979 en 1987 werden gewonnen.
In 1996 en 2003 nam de ploeg op uitnodiging deel aan de CONCACAF Gold Cup, beide keren werd in de finale verloren van het Mexicaans nationaal elftal.